# Бажир (Актюбинская область)
Бажир (каз. Божир, до 200? г. — Лиманное) — упразднённое село в Хромтауском районе Актюбинской области Казахстана. Входило в состав Копинского сельского округа. Исключено из учётных данных в 2000-е годы.

## Население
В 1999 году население села составляло 218 человек (104 мужчины и 114 женщин).